# 하산케이프

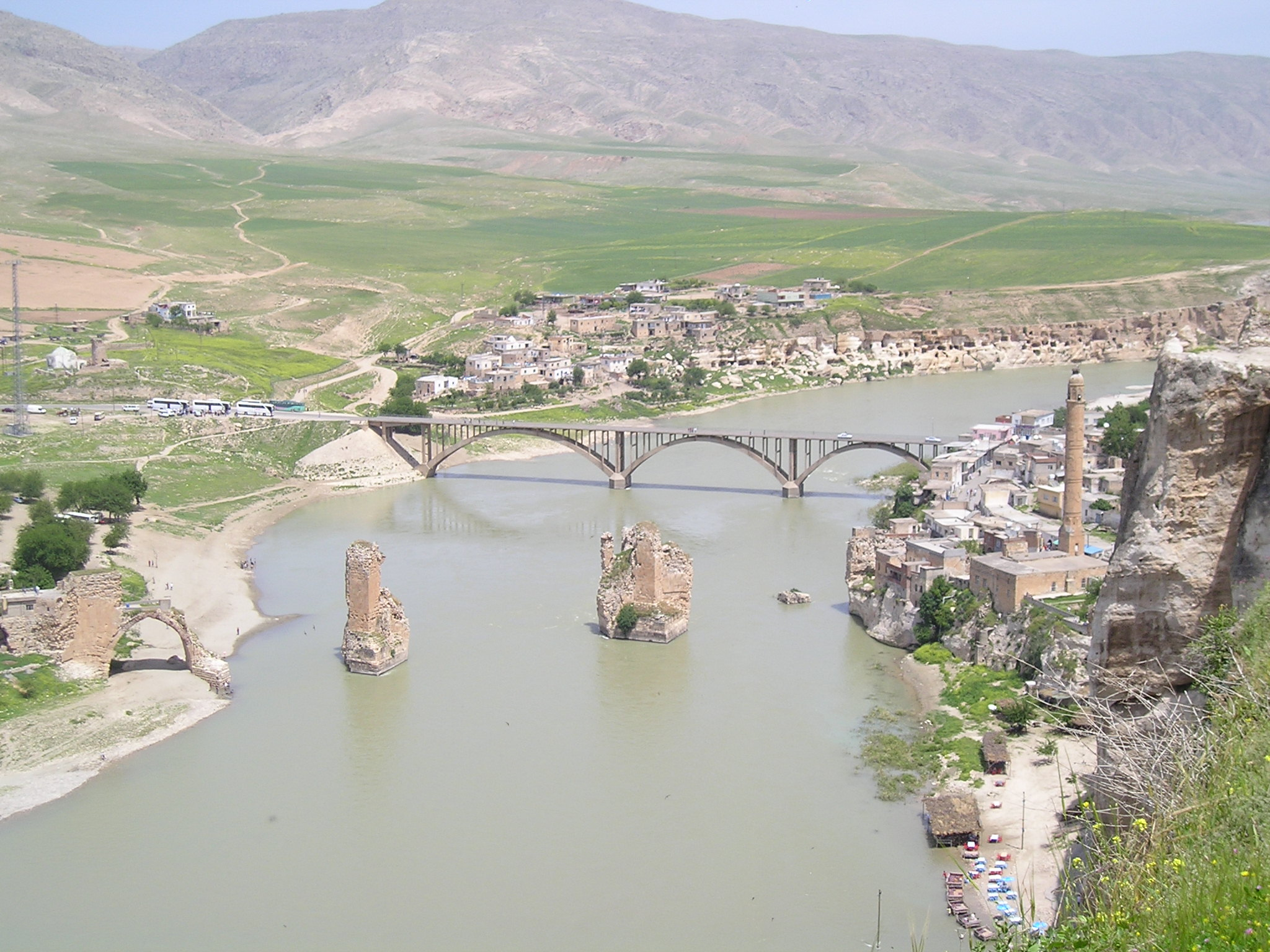
하산케이프.

하산케이프(튀르키예어: Hasankeyf)는 터키 바트만 주의 지역이며, 티그리스강 유역에 자리잡고 있다.
후르리인이 세운 미탄니 왕국과 신아시리아 제국, 메디아 제국의 지배를 받았으며, 이후 로마 제국으로 편입되어 사산 제국과의 국경 지대에 배치된 로마 군단의 기지가 되었다.